# Dieppe Mountain
Dieppe Mountain är ett berg i Kanada.   Det ligger i provinsen British Columbia, i den centrala delen av landet, 3 600 km väster om huvudstaden Ottawa. Toppen på Dieppe Mountain är 2 863 meter över havet.
Terrängen runt Dieppe Mountain är bergig åt sydväst, men åt nordost är den kuperad. Dieppe Mountain är den högsta punkten i trakten. Trakten runt Dieppe Mountain är nära nog obefolkad, med mindre än två invånare per kvadratkilometer.. Det finns inga samhällen i närheten. 
Trakten runt Dieppe Mountain består i huvudsak av gräsmarker.